# Virus Sapporo
El virus Sapporo es un virus perteneciente a la familia Caliciviridae que provoca gastroenteritis en humanos. El primer aislamiento se realizó en 1977 en un orfanato de la ciudad de Sapporo en Japón, en el que se había producido un brote de gastroenteritis que afectó a numerosos niños.  Posteriormente se ha detectado la presencia del virus en otros lugares de Japón, así como en Estados Unidos, Reino Unido, Arabia Saudí, Sudáfrica, Kenia, Australia y Finlandia, por lo que se considera que está distribuido por todo el mundo. El virus Sapporo, conjuntamente con el virus de Norwalk con el que está emparentado, son una de las causas más frecuentes de gastroenteritis en humanos.